# Isabel Baeza
Isabel Baeza es una periodista española.
Ha desarrollado casi toda su trayectoria profesional en Televisión española, donde ingresa a principios de los años 70. Durante sus primeras intervenciones en pantalla cubrió programas de muy distintas características, desde el magazine Viajar (1975) hasta el Telediario (1978) y el divulgativo Un mundo para ellos, que copresentó junto a Santiago Vázquez entre 1979 y 1980, en que fue remplazada por  Adela Cantalapiedra.
Un año después, y hasta 1982, condujo Informe Semanal. A partir de ese año se alejó durante un tiempo de televisión y centró su carrera en el mundo de la radio, fichando por la Cadena COPE. En esa emisora presentó, por ejemplo el magazine Caliente y frío (1985), junto a José María Comesaña. Programa en el que ya colaboraban, desde 1983, en su etapa de Radio Intercontinental.
Posteriormente, regresó a TVE donde colaboró, a principios de los años noventa, en el programa Pasa la vida, de María Teresa Campos, también junto Comesaña y, más adelante, realizó otras labores detrás de las cámaras.